# Ciénega de Chapala (Michoacán)
La Ciénega de Chapala en Michoacán es una región histórico-geográfica emplazada dentro de lo que hoy es la región socioeconómica Lerma-Chapala y conformada por una planicie desecada que en tiempos anteriores irrigaba el lago de Chapala. Los municipios que la integran son: Briseñas, Cojumatlán de Régules, Ixtlán, Jiquilpan, Pajacuarán, Sahuayo, Venustiano Carranza, Villamar y Vista Hermosa.

## Historia
En la época prehispánica la agricultura regional consistía en el autoconsumo, sin embargo, durante el Virreinato de la Nueva España se introdujo la ganadería y se incrementaron la pesca y las labores agrícolas debido a la instauración del modelo de producción europeo, que disponía a las zonas rurales al beneficio de las zonas urbanas. Con la expansión de la clase ganadera, a los indígenas asentados se les fue desplazando, con lo que fue mermando su presencia en la Ciénega hasta prácticamente desaparecer.
En tiempos de la Independencia las haciendas de la región fueron blancos primordiales para los sublevados debido a su apoyo a la España napoleónica. Al finalizar el conflicto armado la burguesía regional ya no tenía que rendir cuentas a la Corona, lo que les brindó una mayor autonomía en la realización de sus proyectos.
Durante el Porfiriato, las haciendas se transformaron en empresas capitalistas y se volvieron a consolidar como la unidad económica primordial de la producción agropecuaria y el núcleo de la organización socioeconómica. El ejemplo más representativo de este nuevo modelo económico en la Ciénega fue la hacienda de Guaracha.
Es en este periodo de la historia de México que se dio uno de los mayores cambios para la Ciénega, puesto que entre 1904 y 1908 se desecaron alrededor de 560km² de zona lacustre del lago de Chapala con al levantamiento de un bordo de contención; todo a iniciativa del hacendado Manuel Cuesta Gallardo —gobernador de Jalisco en 1911— que veía un potencial productivo en la región al usar las tierras desecadas como sembradíos. El proyecto afectó seriamente al ecosistema lacustre y permitió que se consolidara la hegemonía de las haciendas.
Aun con todo esto, la región pudo dar un paso adelante durante el gobierno de Lázaro Cárdenas (1934-1940), ya que impulsó el reparto agrario de modo masivo con la conformación de ejidos y se dio fin al modelo agroeconómico de la Hacienda —ejemplo de ello fue la expropiación de las hacienda de Guaracha, Cumuato, Buenavista y San Simón—. Ello posibilitó que los campesinos cultivaran tierras de sus pertenencia con ayuda del gobierno federal. No obstante, debido a que los ejidatarios contrajeron deudas que no pudieron pagar, varios se vieron en la necesidad de irse como braceros a los Estados Unidos.
Entre 1940-1970 en la Ciénega se empezó a tecnificar la agricultura y a aplicar agroquímicos que más adelante tendrán un impacto negativo en el ecosistema y en la salud humana. Asimismo, el Distrito de Riego de la Ciénega empezó a construir más infraestructura hidráulica con el motivo de incluir más terrenos dentro del sistema de riego, entre otras obras. La «revolución verde» también permitió que se aumentaran los créditos para los agricultores, lo que ayudó a la obtención de maquinaria y fertilizantes químicos, plaguicidas, etc. No obstante, debido a que el proyecto fue mal dirigido no permitió el desarrollo de las zonas rurales, lo que provocó una división entre productores rurales: unos con maquinaria, fertilizantes, mano de obra, etc., y otro con pocos medios de producción.
Alrededor de 1980 la Ciénega se abrió a los mercados internacionales. Al establecerse el modelo neoliberal, el Estado empezó a favorecer la inversión extranjera, dio fin a los subsidios, permitió la compra y venta de las tierras ejidales, entre otras reformas. También se empezaron a cosechar hortalizas, que requirieron mayor inversión, lo que condujo la renta y venta de más tierras ejidales.